# Дончев Спорт
Автомобилен спортен клуб „Дончев Спорт“ е със седалище в София, България.

## История
Клубът е създаден от бившия рали пилот и настоящ спортен деятел Георги Дончев през 1999 г. Целите на клуба са да се покрият планинският и пистовият шампионат с автомобил Шкода Октавия Къп.
През 2000 г. клубът навлиза в рали-спорта покривайки 7 кръга от националното първенство с автомобил Пежо 306 S16.
Участието на клуба през 2001, 2002, 2003 и 2004 година отново е с автомобил от марката Пежо, но модел 306 Maxi, като през 2002 г. извоюва титлата „Източноевропейски шампион“, а през 2003 и 2004 година – „Шампион на България“.
След промените, направени от FIA, през сезон 2005 клубът се принуди да закупи нов автомобил – Субару Импреза, спецификация Н10. Накрая на сезона клубът става шампион на Южна Европа.
През 2006 г. клубът разполага с автомобил Субару Импреза, но спецификация Н12, предоставен от „Продрайв“ – Англия. Накрая на сезон 2006 клубът извоюва най-големия си успех – европейски вицешампиони.
През 2007 г. тимът стартира със същия автомобил – Субару Импреза, но след първите няколко състезания бе заменен с нов – Мицубиши Лансър ЕВО 9. С него екипажът постигна второ място в българския рали шампионат.
През 2008 г. сменя Субару-то с Пежо 207 S2000, взима участие в ERC Championship. Победите на отбора са: Рали „Сливен“, Рали „Твърдица“, Рали „Сърбия“ и големият успех на Рали „България“.
През 2009 г. мястото на навигатора Стойко Вълчев е заменено от Петър Йорданов, заедно с Крум Дончев постигат победи на Рали „Траянови врата“, Рали „Вида“, Рали „Стари Столици“, Рали „Хеброс“, Рали „Твърдица“ и Рали „Хърватска“, което е кръг от Европейския шампионат.
През 2010 г. Крум Дончев и Петър Йорданов започват сезон 2010 с победа на Рали „Траянови Врата“. Компанията Приста Ойл прекратява спонсорството си.